# Del Sol (Teksas)
Del Sol je naseljeno mjesto za statističke potrebe u američkoj saveznoj državi Teksas. Prema popisu stanovništva iz 2010. u njemu je živjelo 239 stanovnika.